# Kamanje
Kamanje – wieś w Chorwacji, w żupanii karlowackiej, w gminie Kamanje. W 2011 roku liczyła 366 mieszkańców.